# 比斯特里察河 (阿爾巴尼亞)

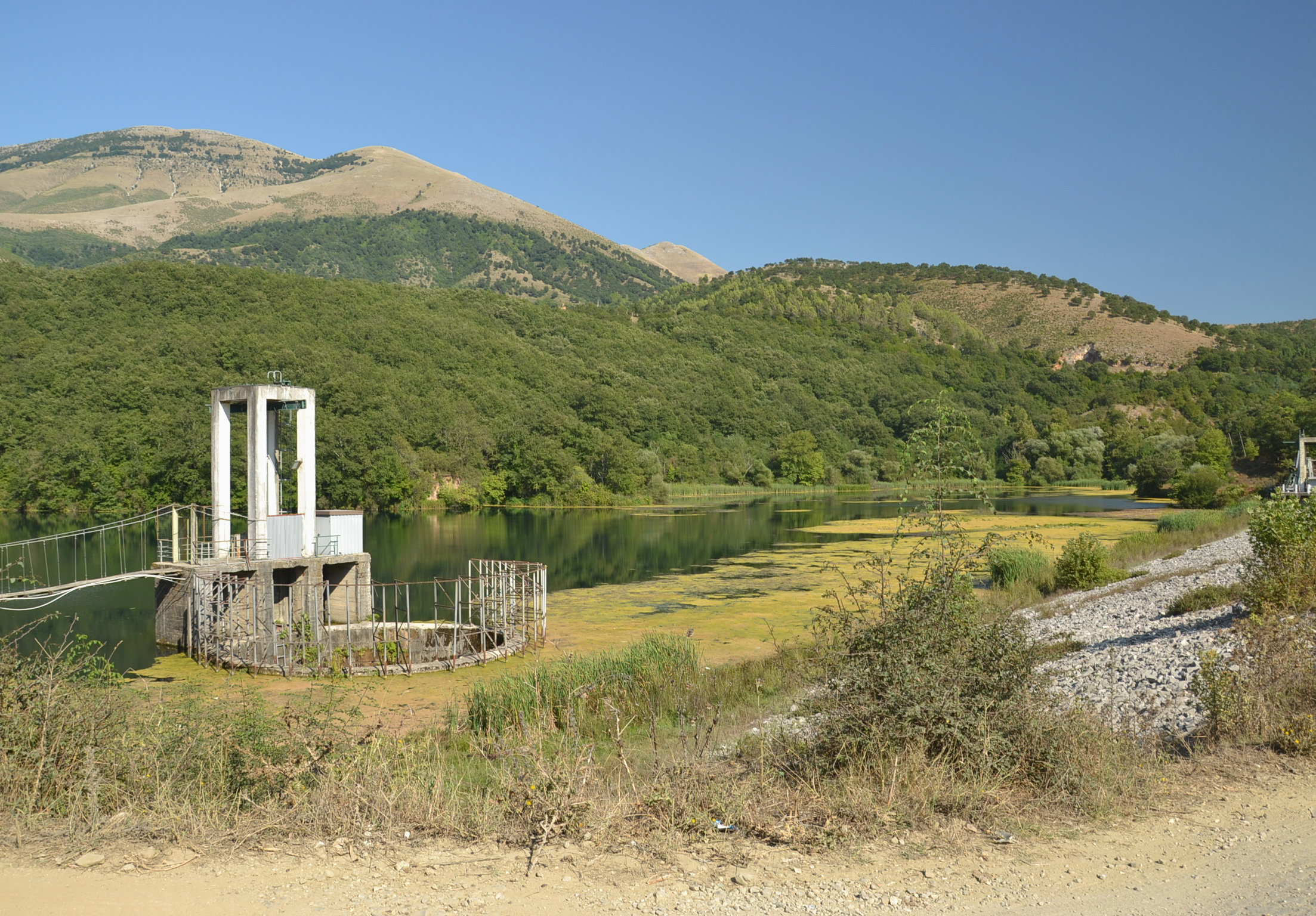

39°50′38″N 20°1′52″E / 39.84389°N 20.03111°E
比斯特里察河，是阿爾巴尼亞的河流，位於該國西南部，河道全長25公里，最終注入伊奧尼亞海，河畔城鎮有腓尼基和薩蘭達等。